# Ford Idaho Center
Das Ford Idaho Center ist eine Mehrzweckhalle mit angeschlossenem Amphitheater in der US-amerikanischen Stadt Nampa im Bundesstaat Idaho. Die Halle bietet 12.279 Plätze für die Besucher. Die Arena wird für Rodeo-, Basketball- und Hallen-American-Football sowie Konzerte, Familienshows, Zirkus oder Motocross genutzt. Die Freilichtbühne fasst 10.500 Zuschauer. Das erste Konzert im Amphitheater gab 1998 Shania Twain. Die Freilichtarena verfügt über eine Bühne mit den Maßen 60 × 40 Fuß (18,29 × 12,20 m). Des Weiteren gehört der Ford Idaho Horse Park für Reitturniere und der Ford Sports Park, der u. a. mit einer 200-m-Hallen-Leichtathletikanlage ausgestattet ist, zum Komplex. Diese Anlage wird z. B. von den Leichtathleten der Boise State Broncos genutzt. 2012 wurden dort die NCAA-Leichtathletik-Hallenmeisterschaften ausgetragen.
Von der Eröffnung 1997 bis 2014 hieß die Arena Idaho Center. Im Januar 2014 wurde die Ford Motor Company Namenssponsor der Anlage. Der Automobilhersteller zahlte eine Mio. Dollar über fünf Jahre.